# Tjurek
Tjurek (bulgariska: Чурек) är ett distrikt i Bulgarien.   Det ligger i kommunen Obsjtina Elin Pelin och regionen Sofijska oblast, i den västra delen av landet, 30 km öster om huvudstaden Sofia.
I omgivningarna runt Tjurek växer i huvudsak lövfällande lövskog. Runt Tjurek är det ganska glesbefolkat, med 24 invånare per kvadratkilometer.